# Linia kolejowa Kroměříž – Zborovice
Linia kolejowa Kroměříž – Zborovice (Linia kolejowa nr 305 (Czechy)) – jednotorowa, niezelektryfikowana linia kolejowa o znaczeniu regionalnym w Czechach. Łączy Kroměříž i Zborovice. Przebiega w całości przez terytorium Kraju zlińskiego.